# Глену
Глену (порт. Gleno) — город на территории административной деревни[уточнить] Рихеу, расположенный в западной части Восточного Тимора и северной части острова Тимор. Административный центр округа Эрмера и подрайона Эрмера.
Площадь административной деревни Рихеу — 659 км². Население города — 8133 человека (на 2010 год), подрайона — 33 262 человек. Подрайон состоит из 10 административных деревень (Suco: Эстадо, Хумбоэ, Лауала, Лигуимеа, Мертуту, Поэтете, Понилала, Раимерхеи, Рихеу, Талиморо).

## География
Мальяна расположен примерно в 30 км (напрямую; 58 км по дорогам) на юго-запад от столицы Дили, на высоте 882 м над уровнем моря.
Город был построен в период 1979—1983 года во время индонезийской оккупации Восточного Тимора после захвата этой территории 100 индонезийскими солдатами. До 1985 года было запрещено свободное перемещение по городу местным жителям. Глену сильно пострадал в период до и после референдума о независимости 1999 года.
Глену расположен в месте культивации кофе и кокосовой пальмы.